# 浪士組
浪士組（ろうしぐみ）は、文久3年（1863年）2月の江戸幕府将軍・徳川家茂上洛にあわせて、将軍警護のために作られた組織。実は幕府が江戸にいる過激な尊皇攘夷浪士達を体よく追い出すための策だったとする説もある。壬生浪士、新選組、新徴組の前身。

## 結成

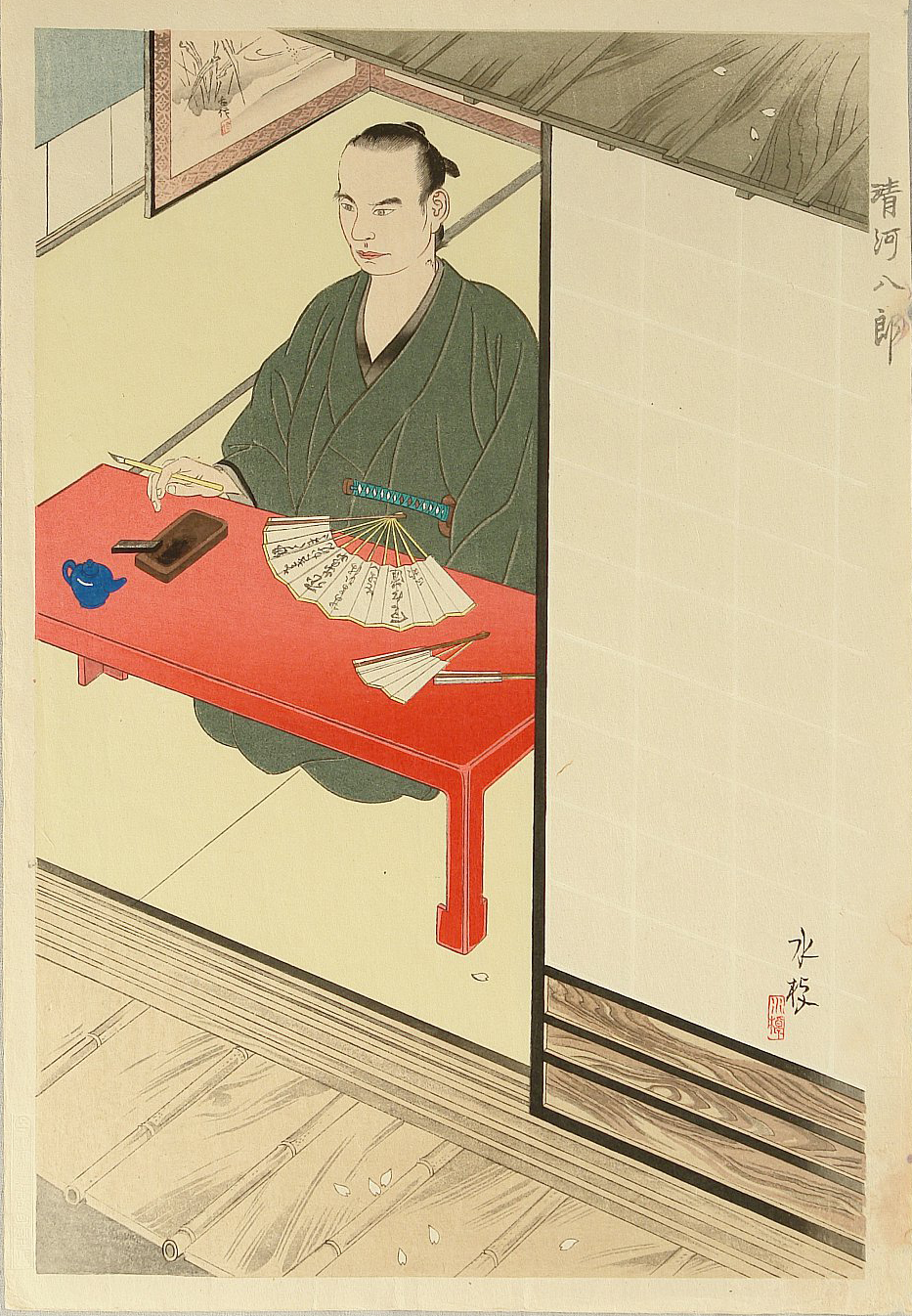
清河八郎の肖像画

もともとは尊皇攘夷論者・清河八郎の発案で、攘夷を断行する・浪士組参加者は今まで犯した罪を免除される（大赦）・文武に秀でたものを重用する（急務三策という）ことを条件に結成されたものだったため、腕に覚えがある者であれば、犯罪者であろうと農民であろうと身分を問わず、年齢を問わず参加できる、当時として画期的な組織であった。最初の浪士取締役には、松平忠敏（上総介）・中条景昭・窪田鎮勝・山岡鉄太郎などが任じられる。
しかし無制限に募った参加者は予想以上に膨れあがり、同年2月4日に松平上総介は取締役を辞任。翌5日、後任には鵜殿鳩翁がついた。即日、鵜殿は浪士組参加者を伝通院に召集して諸注意・道中編制を発表した。なお取締役のうち中条と窪田は江戸に残り、遅れて応募してくる浪士たちに対応することとなった。
主な編制は次の通りであった。
- 浪士取締役 - 鵜殿鳩翁・清河八郎・山岡鉄太郎・石坂宗順・松岡万・池田徳太郎ほか
- 一番隊 - 根岸友山・家里次郎・殿内義雄・清水吾一・遠藤丈庵ほか
- 三番隊1 - 芹沢鴨・近藤勇・山南敬助・土方歳三・永倉新八・沖田総司・原田左之助・藤堂平助・平山五郎・野口健司・平間重助ほか
- 三番隊2 - 新見錦・阿比類鋭三郎・井上源三郎・沖田林太郎ほか
- 五番隊 - 山本仙之助（祐天仙之助の変名）・玉城織衛　その他
- 六番隊 - 村上俊五郎・大村達尾・柏尾馬之助（柏尾右馬之助）ほか

七番隊までの計234名。なお、編制発表後、何らかの理由で近藤勇は先回りして浪士達の宿割りをする役目（道中先番宿割）に、芹沢鴨は上洛途中で浪士取締役付きに、また芹沢が伍長となっていた三番隊は六番隊になった。

## 上洛
文久3年（1863年）2月8日、再び小石川伝通院に集まった浪士組は江戸を出立して中山道を上洛する。年長者や身体の弱い者は駕籠や馬の利用を許された。
9日、本庄宿に到着。ここで、先番宿割を任されていた近藤勇が芹沢鴨の宿を取り忘れてしまい、怒った芹沢が路上で大篝火を焚くという騒動を起こすが、近藤が池田徳太郎と共に芹沢に謝罪して一応の解決を見たと言う。
11日・松井田宿－13日・長久保宿－14日・下諏訪宿－15日・奈良井宿－17日・中津川宿－19日・加納宿－21日・武佐宿－22日・大津宿
23日、京都壬生村に到着。浪士組は各隊ごとに壬生村会所や寺（新徳寺など）、郷士宅（八木家、前川家、南部家など）へ分宿する。近藤勇はこの時6番隊小頭となっている。
壬生村での宿割は次の通りであった。
- 更隺寺 - 根岸友山ら59人（24日に中村家へ移動）
- 新徳寺 - 鵜殿鳩翁・清河八郎ら取締役・山本仙之助ら38人
- 壬生村会所 - 村上俊五郎・柏尾馬之助ら10人
- 南部家 - 10人
- 中村家 - 石坂宗順・新見錦ら30人
- 四出井家 - 30人
- 八木家 - 近藤勇ら10人
- 浜崎家 - 10人
- 柳家 - 12人
- 近隣農家1 - 9人
- 近隣農家2 - 9人

## 滞京、消滅
壬生村に着いた23日・翌24日の2日間にかけて、清河八郎は同志と共に図って浪士組全員の署名が記された建白書を朝廷（学習院）へ提出。実は浪士組を幕府から切り離した組織にして急進的な尊皇活動に利用してしまおうというものだった。28日から30日にかけて各隊の御所拝観が行われる予定だったらしいが、29日に新徳寺で清河八郎が即刻江戸へ帰還した上での攘夷を唱え、芹沢・近藤らが猛反対するという騒動になったため、実際に行われたかどうか定かではない。
3月3日、浪士組に帰還命令が出されるが2度延期され、13日に清河八郎らが率いる浪士組は京都を出立して江戸へ向かった。清河に反対した芹沢・近藤らは京都守護職を務めていた会津藩預かりとなってそのまま京都に残り、「壬生浪士組」を名乗る（後の新選組）。
浪士組が江戸へ帰還した後の4月13日、清河八郎は幕臣の佐々木只三郎・窪田泉太郎ほか4名によって麻布一ノ橋で斬殺され、清河の同志達も次々と捕縛されたため、浪士組は組織目的を失う。幕府は浪士組を新たに「新徴組」と名付けて江戸市中取締役の庄内藩預かりとした。京都守護職会津藩預かりとなっていた「壬生浪士組」は、八月十八日の政変後に「新選組」の名を賜り、名実ともに浪士組は消滅することとなった。